# Engelbrektsdagen

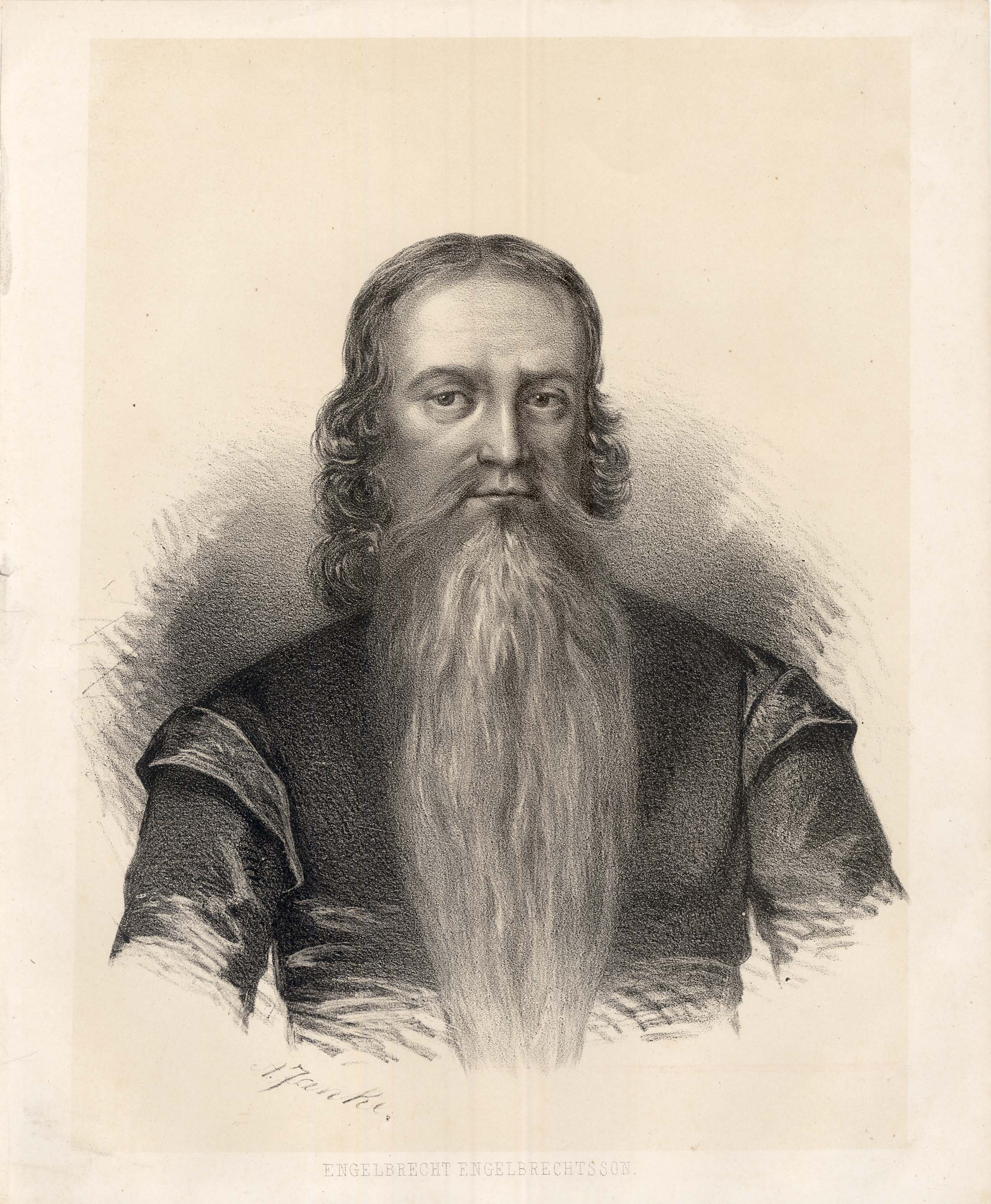
Engelbrekt Engelbrektsson.

Engelbrektsdagen är en svensk temadag som firas den 27 april varje år till minne av frälsemannen Engelbrekt Engelbrektsson, ledaren av Engelbrektsupproret (1434–1436). Dagen är även Engelbrekts namnsdag.

## Historia
Engelbrektsdagen dyker upp första gången i Kungliga bibliotekets databas över svenska dagstidningar år 1865. Då firades dagen den 14 oktober av studenter i Lund.
Engelbrekt infördes som namnsdag 1901 efter Engelbrekt Engelbrektsson den 26 april. 1918 flyttades dagen till den 27 april där den funnits sedan dess. Valet av datumet kommer ifrån uppfattningen att Engelbrekt mördades denna dag 1436. Nutida historiker har dock förkastat denna teori och istället menat att han dog den 4 maj. Likväl firas dagen fortfarande den 27 april.

## Flaggdag
Engelbrektsdagen är ingen allmän flaggdag i Sverige. Det har dock förekommit lokala undantag. I Stora Malms församling beslutades det 1894 att det skulle flaggas vid församlingens skolor varje år den 27 april. Även i Göteborg rekommenderade folkskolestyrelsen 1896 att skolor skulle flagga på Engelbrektsdagen.

## Förslag till helgdag
De sverigedemokratiska riksdagsledamöterna Matheus Enholm, Fredrik Lindahl, Lars Andersson och Victoria Tiblom har i en motion från 2022 förslagit att ersätta första maj med Engelbrektsdagen som svensk helgdag. De anser att helgdagar ska ha en koppling till det ”svenska arvet” och inte vara politiska. Detta är något de inte anser stämma för den nuvarande helgdagen, så att exempelvis Engelbrektsdagen därför skulle vara mer lämplig. Yrkandet i motionen avslogs av riksdagen den 29 mars 2023. Enbart SD reserverade sig.